# Gavril Sztojanov
Gavril Sztojanov, bolgárul: Гаврил Стоянов (Szófia, 1929. július 9. – Szófia, 2005. november 6.) olimpiai bronzérmes bolgár labdarúgó, középpályás, edző.

## Pályafutása

### Klubcsapatban
1945 és 1948 között a Szeptemvri Szofija, 1948–49-ben a Bdin Vidin, 1949 és 1962 között a CDNA Szofija, 1962–63-ban ismét a Szeptemvri Szofija labdarúgója volt. 1963–64-ben a Szpartak Szofija együttesében fejezte be az aktív labdarúgást. A CDNA Szofija csapatával 11 bolgár bajnoki címet és négy kupagyőzelmet ért el. 

### A válogatottban
1953 és 1958 között 17 alkalommal szerepelt a bolgár válogatottban. 1953. június 14-én Drezdában debütált a bolgár csapatban egy NDK elleni barátságos mérkőzésen, ahol 0–0-s döntetlen született. Két olimpián vett részt. Tagja volt 1952-es helsinki olimpián részt vevő válogatott keretnek, amely 17. helyen végzett, de mérkőzésen nem szerepelt. Az 1956-as melbourne-i játékokon bronzérmes lett a csapattal. Az utolsó 3. helyért vívott mérkőzésen lépett a pályára. 1958. október 12-én egy Csehszlovákia elleni barátságos mérkőzésen szerepelt utoljára a válogatottban. Az ostravai találkozón 1–0-s bolgár győzelem született.

### Edzőként
1971–72-ben a Szvetkavica, 1972–73-ban a Bdin Vidin, 1973-ban a Botev Plovdiv, 1975-ben a Minyor Pernik, 1976-ban a Belaszica Petrics vezetőedzője volt. 1976–77-ben a ciprusi Omónia Lefkoszíasz szakmai munkáját irányította. 1977–78-ban a Hebar Pazardzsik csapatánál dolgozott. Ezt követően az osztrák FC Linz együttesének az edzője volt.

## Sikerei, díjai
Bulgária
- Olimpiai játékok
  - bronzérmes: 1956, Melbourne

 CDNA Szofija
- Bolgár bajnokság
  - bajnok (11): 1951, 1952, 1954, 1955, 1956, 1957, 1958, 1958–59, 1959–60, 1960–61, 1961–62
- Bolgár kupa
  - győztes (4): 1951, 1954, 1955, 1960–61

## Statisztika

### Mérkőzései a bolgár válogatottban
| Bulgária | Bulgária             | Bulgária                          | Bulgária      | Bulgária | Bulgária      | Bulgária            | Bulgária | Bulgária   |
| #        | Dátum                | Helyszín                          | Hazai         | Eredmény | Vendég        | Kiírás              | Gólok    | Esemény    |
| -------- | -------------------- | --------------------------------- | ------------- | -------- | ------------- | ------------------- | -------- | ---------- |
| 1.       | 1953. június 14.     | Drezda, Heinz SteyerStadion       | NDK           | 0 – 0    | Bulgária      | barátságos          | -        |            |
| 2.       | 1953. szeptember 6.  | Szófia, Levszki stadion           | Bulgária      | 1 – 2    | Csehszlovákia | vb-selejtező        | -        |            |
| 3.       | 1953. szeptember 13. | Szófia, Levszki-stadion           | Bulgária      | 2 – 2    | Lengyelország | barátságos          | -        |            |
| 4.       | 1953. október 4.     | Szófia, Levszki-stadion           | Bulgária      | 1 – 1    | Magyarország  | barátságos          | -        |            |
| 5.       | 1953. október 11.    | Szófia, Levszki stadion           | Bulgária      | 1 – 2    | Románia       | vb-selejtező        | -        |            |
| 6.       | 1953. november 8.    | Pozsony, Tehelné pole             | Csehszlovákia | 0 – 0    | Bulgária      | vb-selejtező        | -        |            |
| 7.       | 1954. augusztus 8.   | Varsó, Lengyel Hadsereg Stadionja | Lengyelország | 2 – 2    | Bulgária      | barátságos          | -        |            |
| 8.       | 1954. október 24.    | Szófia, Levszki stadion           | Bulgária      | 3 – 1    | NDK           | barátságos          | -        | 57'        |
| 9.       | 1955. január 7.      | Kairó, Zamalek Stadion            | Egyiptom      | 1 – 0    | Bulgária      | barátságos          | -        | becserélve |
| 10.      | 1955. január 23.     | Bejrút, Városi Stadion            | Libanon       | 2 – 3    | Bulgária      | barátságos          | -        | lecserélve |
| 11.      | 1955. május 22.      | Szófia, Levszki stadion           | Bulgária      | 2 – 1    | Egyiptom      | barátságos          | -        |            |
| 12.      | 1955. június 26.     | Szófia, Levszki Stadion           | Bulgária      | 1 – 1    | Lengyelország | barátságos          | -        | 76'        |
| 13.      | 1956. október 14.    | Szófia, Levszki stadion           | Bulgária      | 3 – 1    | NDK           | barátságos          | -        | 52'        |
| 14.      | 1956. december 7.    | Melbourne, Melbourne CG (AUS)     | India         | 0 – 3    | Bulgária      | olimpiai 3. helyért | -        |            |
| 15.      | 1957. július 21.     | Szófia, Levszki stadion           | Bulgária      | 0 – 4    | Szovjetunió   | barátságos          | -        |            |
| 16.      | 1957. szeptember 29. | Szófia, Levszki stadion           | Bulgária      | 1 – 1    | Lengyelország | barátságos          | -        |            |
| 17.      | 1958. október 12.    | Vitkovice, VŽKG Stadion           | Csehszlovákia | 0 – 1    | Bulgária      | barátságos          | -        | 76'        |
|          | Összesen             |                                   |               | 17       | mérkőzés      |                     | 0        | gól        |